# قائمة حلقات فارغو
فارغو هو مسلسل دراما وجريمة أمريكي من تأليف وكتابة (نوح هاولي)، والمُسلسل مُستوحى من فلم أُنتج عام 1996 يحمل نفس الاسم من تأليف الأخوين كوين الَذين يعملان كمنتجين تنفيذيَين في هذا المسلسل. عُرض لأول مرة في تاريخ 15 أبريل 2014 على قنوات شبكة أف إكس 

## نظرة عامة
| الموسم | الموسم | عدد الحلقات | تاريخ البث الأصلي  | تاريخ البث الأصلي  |
| الموسم | الموسم | عدد الحلقات | تاريخ بداية الموسم | تاريخ نهاية الموسم |
| ------ | ------ | ----------- | ------------------ | ------------------ |
|        | 1      | 10          | 15 أبريل 2014      | 17 يونيو 2014      |
|        | 2      | 10          | 12 أكتوبر 2015     | 14 ديسمبر 2015     |
|        | 3      | 10          | 19 أبريل 2017      | 21 يونيو 2017      |

## الحلقات

### الموسم الأول (2014)
| رقم الحلقة | عنوان الحلقة                     | إخراج          | من تأليف  | تاريخ الصدور الرسمي | رمز الإنتاج | تقديرات المشاهدة (بالمليون) |
| --- | -------------------------------- | -------------- | --------- | ------------------- | ----------- | --------------------------- |
| 1 | «The Crocodile's Dilemma»        | آدم بيرنشتاين  | نوح هاولي | 15 أبريل 2014       | XFO01001    | 2.65                        |
| تبدأ الحلقة الأولى بأطراف مدينة (بيمدجي) بمشهد دهس غزال وخروج سيارة (لورن مالفو) من الطريق السريع، يخرج بعده رجل عارٍ من صندوق السيارة ويتوجه إلى الغابة، وفي وقت لاحق يُرى مُتجمداً من الصقيع. أما في المدينة يذهب (ليستر نيجارد) إلى عمله وعند خروجه يلتقي بـ(سام هيس) الذي درسَ معه في الثانوية وكان يُهينه دائماً. وفي مشاحنة كلامية قام (سام) أمام أولاده بضرب (ليستر) مما أدى إلى كسر أنفه، فيذهب إلى المشفى لِيُعالج الجرح وهناك يلتقي بـ(لورن) الذي كان آتياً ليعالج الجراح الطفيفة بسبب الحادث، يتحدث الرجلان ويروي (ليستر) ما فعله (سام) به، فيعرض عليه (لورن) أن يقوم بقتله إلا أن الأخير لا يرفض ولا يقبل، فيعتبرها (لورن) موافقة على قتله! وبعد فترة وجيزة يدخل (لورن) ويقتل (سام هيس) طعناً في مؤخرة رأسه أثناء مجامعته لامرأة في ملهى للتعري. في هذا الوقت تقوم نائبة رئيس الشرطة (مولي سولفسين) بعمل تحرياتها مما يجعلها تكتشف بأن (ليستر) قام بالحديث مع رجل غريب حول (سام هيس) في المشفى قبل مقتله. فيذهب رئيس الشرطة لمنزل (نيجارد) لاستجوابه بشأن الرجل غير مدرك بأن (ليستر) قام لتوه بقتل زوجته بعد نوبة من الغضب أصابته، فيقوم ذاك الأخير بالاتصال بـ(مالفو). وفور وصول الشرطي يدرك بأنه قام بقتل زوجته، وعندما أراد استدعاء (مولي) كان (مالفو) قد وصل فأرداه قتيلاً. يختفي (مالفو) من فوره، ويقوم (ليستر) بضرب نفسه عمداً في الجدار ليجعل عملية القتل وكأنه تم الاعتداء على المنزل، ولاحقاً يستيقظ ليجد نفسه مُستلقياً على سرير المشفى. في وقت لاحق من ذاك المساء في دولوث يُلاحق الشرطي (جوس غريملي) سيارة مُسرعة ويوقفها، كما المتوقع فإن (مالفو) هو السائق. فيعرض عليه (مالفو) خيارين: إما أن نفعلها بالطريقة السهلة وهي أن تعود ليسارتك، أو بالطريقة الصعبة وهي أن تكتشف بأن السيارة مسروقة فتضيع حياتك ويُترك أبناؤك يتامى. فيتركه (غريملي) خوفاً من تهديده ولا يقوم بكتابة أي تقرير. |                                  |                |           |                     |             |                             |
| 2 | «The Rooster Prince»             | آدم بيرنشتاين  | نوح هاولي | 22 أبريل 2014       | XFO01002    | 2.04                        |
| يَقدِمُ كُلّ من السيد (نمبرز) و(رنش) للبلدة للبحث عمّن قَتل (سام هيس) ويتوجهان مباشرةً إلى شركته ويلتقيان بمحاميه، حيث يخبرهم بأنه قُتِل في ملهى للتعرِ ويدلهم عليه. وهناك يلتقيان بالعاهرة التي تُخبرهم بترجيحها للرجل القاتل، فيختطفانه ولكنه يكون الرجل الخطأ فيقتلانه وذلك بربطه ورميه في حُفرة صيد سمك في المياه الجليدية. وفي الوقت نفسه، يُصبح (بيل أوزوالت) قائداً الشرطة الجديد ونائبته هي (مولي سولفسين) التي تتجادل معه حول (ليستر) المُشتبه الأول الرئيسي في القضية. ولكنها لا تستطيع فعل شيء بسبب أوامر (أوزوالت) بالكف عن مُضايقته فمن وجة نظر (بيل) فإن (ليستر) لا يمكن أن يتورط في أمر كهذا. في (دولوث) يقوم (ستافروس ميلوس) صاحب محال "سوبر ماركت الملك" باستئجار (مالفو) لمعرفة من الذي يُحاول ابتزازه. أما في قسم شرطة (دولوث) تصل أنباء عن جريمة القتل في (بيمدجي) فيدرك (غريملي) أن من أوقفه بالأمس قد يكون له صلة بالجريمة الواقعة. |                                  |                |           |                     |             |                             |
| 3 | «A Muddy Road»                   | راندال اينهورن | نوح هاولي | 29 أبريل 2014       | XFO01003    | 1.87                        |
| تصل (مولي) في تحقيقها إلى معرفة أن الرجل المُتجمد قد أختُطِفَ من مكان عمله ربما بسبب القمار، وبالنظر إلى كاميرات المراقبة يظهر وجه الرجل جزئياً فلا تستطيع التعرف عليه. في ذاك الوقت يذهب (ليستر) إلى منزل (سام هيس) بخصوص الإجراءات القانونية على وثيقة تأمين الحياة لـ(سام)، وهناك يُشاهده كل من السيد (نمبرز) و(رنش) فيلحقان به إلى مكتبه في العمل ويُحولان الحصول على معلومات. ولكنهما يُغادران بسبب مجيء (مولي) التي قَدِمت لتُريه صورة المُختَطِف بشكل غير مباشر لتعرف ردة فعله، فتدرك أنه (ليستر) يعرف هذا الرجل، لاحقاً تذهب إلى (بيل) ولكنه يغضب منها بسبب تحقيقها حول أمر (ليستر). أما عن أمر (مالفو) فإنه يعلم من هو المُبتز وهو مدرب اللياقة (دون تشانف) لزوجة (ميلوس). ولكن بدلاً من أن يكشفه لـ(ميلوس) اتفق معه على ابتزازه سوياً. فيبدأ (مالفو) بتنفيذ مخططه حيث يقتل كلبه ويستبدل دواء ألم الظهر بحبوب آديرال ويُخرّب تمديدات الماء ويضع بدلاً من الماء دم خنزير أثناء استحمامه. من جهة أخرى يعترف (غريملي) لرئيسه بما فعله وأنه سمح لـ(مالفو) بالذهاب، ثم يُسافر إلى (بيميدجي) ويتحدث مع (مولي) بشأن القضية. |                                  |                |           |                     |             |                             |
| 4 | «Eating the Blame»               | راندال اينهورن | نوح هاولي | 6 مايو 2014         | XFO01004    | 1.70                        |
| في عام 1987 توقفت سيارة على طريق السفر في (مينيسوتا) بسبب خلوّ الوقود، فينزل الرجل وبعد دقائق يجد حقيبة مليئة بالنقود مدفونة بالثلج، هذا الرجل هو (ستافروس ميلوس) صاحب محلات (سوبر ماركت الملك). بعد تسعة عشر عاماً تنكّر (تشانف) في زيّ سبّاك ليتفقد نظام تمديد المياه في منزل (ميلوس)، ولكنه يدّعي أن كُلّ شيء على ما يرام، ويذكر من ضمن حديثه أن تدفُق الدم هو عذاب أرسله الله لقوم فرعون كما هو مذكور في الكتاب المقدس والقرآن. في هذا الوقت وأثناء دوريّة (غريملي) يرى (مالفو) على قارعة الطريق فينزل من سيارته ويقبض عليه بتهمة القتل والسرقة، وفور وصوله للمخفر بتصل بـ(مولي) ليُنبئها بالجديد ويطلب منها القدوم لرؤية المُتّهم، ولكن (أوزوالت) لا يقبل بذهابها ويذهب بدلاً عنها. وأثناء التحقيق يَدّعي (مالفو) بأنه (فرانك بيترسون) وأنه كاهن وأظهر لهم هوياتٍ مُزيّفة، فيصدقه الشرطيان ويُطلقون سراحه؛ إلا أن (غريملي) يعلم اسمه الحقيقي فيتوجه إليه ويقول اسمه ليرى ملامِحَ وجهه، فيتأكد أنه هو المُختَطِف. لاحقاً يذهب كُلّ من (تشانف) و(مالفو) ويُطلقون مئات الصراصير في متجر (ميلوس) مُحاكاة للجراد الذي أرسله الله لقوم فرعون الوارد في الكتاب المُقدّس والقرآن الكريم. أما بالنسبة لـ(ليستر) فقد قام كُلٌ من (نمبرز) و(رنش) باختطافه لاعتقادهم بأنه هو من قتل (سام هِس) ولكنه يهرب منهما ويتوجّه إلى شرطيّ واقف في الطريق فيلكمه في وجهه ليقوم بإيصاله إلى المدينة، يعلم (نمبرز) و(رنش) بهذا الأمر فيفتعلان قِتالاً في إحدى الحانات ليدخلا السجن ويُقابلا هناك (ليستر). |                                  |                |           |                     |             |                             |
| 5 | «The Six Ungraspables»           | كولين بوكسي    | نوح هاولي | 13 مايو 2014        | XFO01005    | 1.60                        |
| في السجن، يقوم (نمبرز) و(رنش) بمعرفة من قَتلَ (هِس) عبر تهديد (ليستر). ثُمّ يُطلق سراحهما ويُؤخَذُ (ليستر) إلى المستشفى بسبب إصابة يده الشديدة التي أُصيبَ بها أثناء قَتْلِ (مالفو) لقائد الشرطة في منزله. تصل (مولي) بتحقيقها إلى معرفة التفاصيل وأن الحوادث الحاصلة جميعها مرتبطة ببعضها فتخبر رئيس الشرطة بذلك فيقتنع أخيراً. من جهة أخرى ومع اقتراب حصول (مالفو) على المليون دولار يقوم بحبس شريكه (تشامف) في غُرفةٍ في المنزل لمنعه من تخريب العملية على حد قوله. وبعد توصيل (مالفو) لـِ(ميلوس) لمنزله يقوم بملاحقة (غريملي) ومعرفة أين يُقيم. وفي الخارج يُقابل جار (غريملي) والذي يُهدده (مالفو) قبل مغادرته المكان. |                                  |                |           |                     |             |                             |
| 6 | «Buridan's Ass»                  | كولين بوكسي    | نوح هاولي | 20 مايو 2014        | XFO01006    | 1.80                        |
| (مالفو) يجعل مساعده (تشامف) يتصل بـ(ميلوس) ليُبيّن له استعداده لأخذ النقود. بعد ذلك يقوم (مالفو) بربط (تشامف) في منزله ويربط معه بندقيّة ثُمّ يضع رشاشاً وراء أحدِ النوافذ ويربط الزناد بحبل مربوط بشجريتين، حيث إن حاول أحدٌ العبور لدخول المنزل يُطلَقُ النار تلقائياً، ثُمَّ قام بإطلاق الرصاص عِشوائياً في الشارع وهرب من المنزل وترك (تشامف) مُقيّداً. وبعد لحظات وصلت الشرطة وقُتل (تشامف). في دولوث، كانت نائبة القائد (مولي) والشرطي (غريملي) يتحدثان حول القضايا الحاصلة عندما سَمِعوا بلاغاً بإطلاق النار في منطقة قريبة. كانت أصوات الرصاص تلك بسبب (نمبرز) و(رنش) الَذَين اعترضا سيارة (مالفو) وقاموا بإطلاق النار عليه ليقتلوه ولكنه نجا منهما. وبسبب العاصفة الثلجية فلم يعرفا أين ذهب، فالتفّ وراء (نمبرز) وأمسكه من رقبته ونحره. (غريملي) و(مولي) يفترقان بحثاً عن الضحايا، وأثناء ذلك يسمع (غريملي) عياراً نارياً ثُمّ يرى شخصاً يتوجّه نحوه وبسبب العاصفة الثلجية فلم يستطع أن يعرف من هو، فأرداه قتيلاً من فوره؛ ثُمّ تقدّم إليه فاكتشف بأنها (مولي)!. في ذات الوقت لم يذهب (موليس) ليُعطي النقود للمُبتز ولكنه ذهب للمكان الذي وجد فيه حقيبة النقود قبل 19 عاماً ودفن الحقيبة هناك باعتقاده أن الله غَفرَ له ما بدا منه، ولكن أثناء عودته على الطريق وجد ابنه (ديمتري) وحارسه الشخصي قُتلا في حادثٍ غريب. في بيمدجي، يُحتجز (ليستر) في المشفى بسبب الأدلة التي تُدينه، فيقوم بالهرب بطريقة ما ويذهب لمنزله ومنزل أخاه ويُخفي الأدلة في منزل أخيه ويضع سلاحاً في حقيبة ابن أخيه. ثُمّ يعود لغرفته في المشفى. |                                  |                |           |                     |             |                             |
| 7 | «Who Shaves the Barber?»         | سكوت وايننج    | نوح هاولي | 27 مايو 2014        | XFO01007    | 1.52                        |
| في المدرسة يقع السلاح من حقيبة (غوردو نايجارد) فتعرف الشرطة ذلك وتذهب لِتُفَتِشَ منزل (تشاز) فتعثر على المطرقة وملابس داخلية نسائية والبندقية وبَعضَ الصور لوضعيات مُثيرة لزوجة (ليستر) كان قد وضعها (ليستر) ليُلفّق التُهمة لأخيه؛ حيث أنه أَلّف قصة مفادها بأن أخاه كان على علاقة مع زوجته وعندما انفصلا قتلها بنوبة غضب بعد ذلك دخل رئيس الشرطة وقام بقتله أيضاً وهرب بفعلته؛ ولكنه تَستّر على أخيه لأنه الوحيد الباقي له في الحياة؛ وكالمُتوقّع تُصدقه الشرطة وتُخرجه وتسجن أخاه بدلاً منه. تنجو (مولي) من العيار الناري الذي أصابها بها (غريملي) ويَتم نقلها إلى المشفى، ويكون (غريملي) بجوارها طوال الوقت، ويكون (رنش) في العناية المركزة قد خرج من غرفة العمليات؛ فتذهب إليه وتخبره أن صديقه قد قُتل، وتُحاول الحصول على معلومات منه ولكنه يرفض التعاون. في ذاك الوقت، يذهب (مالفو) لـمدينة فارغو ويدخل لمبنى ويقتل 22 شخصاً لهم علاقة بإرسال (نمبرز) و(رنش) لقته. بعد خروج (ليستر) من السجن، يذهب ليُخبر أرملة (سام) بأن عقد التأمين قد أُلغي، ولكنه بدلاً من ذلك لا يُشير إلى هذا في حديثه بل يقوم بمجامعتها! بعد عودة (مولي) إلى بيمدجي تُبدي استيائها حول اعتقال (تشاز) وتذهب لِتُخبر (أوزوالت) بأنه مُخطئ. |                                  |                |           |                     |             |                             |
| 8 | «The Heap»                       | Scott Winant   | نوح هاولي | 3 يونيو 2014        | XFO01008    | 1.86                        |
| بعد إلقاء القبض على (تشاز) يذهب (ليستر) ليُعزي زوجة أخيه التي تُصدّق بأن زوجها مذنب؛ بعد فترة يرمي جميع ممتلكان (بيرل) خاصة الغسّالة التي قلبت حياته على عقب ويبدأ بداية وحياة جديدة؛ (ليندا بارك) –وهي زميلة (ليستر) بالعمل- تُعجب به. في ذات الوقت تعود (مولي) للعمل وتُحاول فتح القضية مجدداً ولكن دون جدوى. في المُستشفى في دولوث يقوم (مالفو) بقتل الشرطي الحارس لغرفة (رنش) ويدخل للغرفة ويُعطي (رنش) مفتاح الأصفاد على أمل ملاقاته في مكان آخر وقتله. بالانتقال إلى فارغو، فإن عَميلي الـFBI (بيبر) و(باجر) يوضعان ليعملا في غرفة الملفات بسبب إهمالهما إذ أنهما كانا في موقع الجريمة عندما قتل (مالفو) الـ22 شخصاً. ثم ينتقل المسلسل بعد عام ليُرينا أحوال الأبطال. (غريملي) أصبح ساعي بريد وهو الآن متزوج بـ(مولي) ويعيشان بسعادة. و(ليستر) تزوّج من (ليندا) ويحصل على جائزة "بائع العام" في لاس فيغاس، وبينما كان (ليستر) في حانة الفندق يلمح (مالفو) جالساً بين أصدقائه. |                                  |                |           |                     |             |                             |
| 9 | «A Fox, a Rabbit, and a Cabbage» | مات شاكمان     | نوح هاولي | 10 يونيو 2014       | XFO01009    | 1.90                        |
| يذهب (ليستر) ويُقابل (مالفو) في الحانة إلّا أنه ينكر معرفته، ثم يلحقه ويدخل معه للمصعد مُطالَباً (مالفو) ان يصدق فيما يقول؛ بدلاً من ذلك يقوم (مالفو) بقتل صديقه وزوجته وخطيبته، ويُخبره (مالفو) أنه قد انتحل شخصية طبيب أسنان ليقتل أخ صديقه الذي كان تحت حماية الشهود؛ فيهرب (ليستر) إلى غرفته بعد ضرب (مالفو) على رأسه ويعود من فوره إلى بيمدجي. بعد هُنيهة من الوقت يَصِلُ اتصال إلى شرطة بيمدجي من قسم شرطة لاس فيغاس مُدّعياً أن (ليستر) قد يكون شاهداً على جريمة قتل في المصعد أن على الشرطة التحقيق معه؛ فتذهب (مولي) لاستجوابه ولكنه يُنكر رؤيته لأي شيء. أما في فارغو فيعلم عَميلا الـFBI (بيبر) و(باجر) بشأن اتصال (مولي) وادعائها بمعرفة قاتل الـ22 فيذهبان لبيمجدي للقائها؛ فأعُجبا بالأدلة التي جمعتها وتجاهلا كلام (أوزوالت) الذي يقول بأنهم ألقو القبض على القاتل. يلمح (غريملي) وجه (مالفو) يقود سيارة BMW حمراء اللون أثناء تسليمه للبريد؛ يتوجه (مالفو) إلى منزل (ليستر) القديم ولكن يُبيّن إليه أنه قد باعه وانتقل لمنزل آخر؛ فيذهب مَحلّ (ليستر للتأمين) ويختبئ هناك بانتظاره لقتله. بعد استجواب (مولي) لـِ(لستر) ورحيلها يجمع (ليستر) أغراضه للذهاب لرحلة اللاعودة هو وزوجته؛ وتوقفوا في مكتبه لأخذ جواز السفر والنقود ولكن بسبب خوف (ليستر) من وجود شخصٍ ينتظره أرسل امرأته لأخذ الأغراض، وهناك حَسِبَها (مالفو) أنها (ليستر) بسبب لِبس معطفه البرتقالي فقام بقتلها من فوره، ولكن حين خروجه لَمَحَ (ليستر) راكباً في سيارته فأدرك بأنه ما زال حيّاً. |                                  |                |           |                     |             |                             |
| 10 | «Morton's Fork»                  | مات شاكمان     | نوح هاولي | 17 يونيو 2014       | XFO01010    | 1.98                        |
| مُباشرةً بعد مقتل (ليندا) يذهب (ليستر) لـ(مطعم لو) لصنع حُجّة الغياب، وهناك يتظاهر بانتظارها إذ أنها قالت أنها ستتأخر لإحضار بعض الأغراض، يَطلبُ ما يريده ثُمّ يتظاهر بالذهاب لدورات المياه ولكنه يخرج من الباب الخلفيّ للمطعم، ويرفع هاتفاً عمومي ويتصل بالشرطة ويموّه صوته ويخبرهم عن سماع صوت رصاص؛ بعد إيجاد الجُثّة يُحتَجز (ليستر) في مركز الشرطة ويُطلق سراحه صباح اليوم التالي. في ذاك الوقت يُخبر (لو) ابنته بأن صباحاً من هذا اليوم أتى رَجل يُشبه (مالفو) ولكن شعره أبيض مع سكسوكة، فتدرك بأنه قادم لقتل (ليستر) فتأمر جميع الوحدات بالانتشار بالطرقات للبحث عنه والبحث عن سيارة BMW حمراء، ويتصل عَميلي الـFBI (بيبر) و(باجر) بالمركز ويطلبان الدعم الكافي. في هذا الوقت يعلم (مالفو) بوجود عَميلي للـFBI فيتصل بمركز شرطة المدينة ويدّعي بأنه القائد المسؤول عنهما فتخبره السكرتيرة أن تُحضر له (بيير) أم (باجر) فيقفل الخط إذ أن حركته هذه فقط لمعرفة اسميهما؛ ثُمّ يقوم بالاتصال لمركز الـFBI ويدّعي أيضاً أنه (باجر) ويخبرهم بأنهما عائدين وأن لا حاجة لوجود الدعم؛ ثم يذهب لمتجر لشراء السيارات ويخبر صاحب المتجر أنه يُريد تجربه سيارة ما ويختار سيارة مُشابه تماماً لسيّارة عميلي الـFBI. في هذا الوقت يعود (ليستر) إلى منزله بحراسة من (بيبر) و(باجر)، أثناء حراستهما، تتوقف سيارة مُشابهة لسيارتهما فيحسبان أنها الدعم، فينزلان للتأكد من صاحبها ويقربان من السيارة؛ فيجدان أن سائق السيارة –هو نفسه صاحب متجر بيع السيارات- مربوطة يداه وأنه مُجبرٌ على القيادة، يقف الاثنان مستغربين؛ ويظهر من خلفها (مالفو) الذي يقتلهما بكل دم بارد. يَحُسّ (ليستر) بهذا فيذهب ويختبئ بالحمام ويطلب النجدة. وأثناء دخول (مالفو) يسمع صوت (ليستر) وأنه يطلب النجدة فيتوجه للحمام مُباشرة ولكنه لا يصل! إذ أن (ليستر) قام بوضع فخ وأخفاه بالملابس المُتناثرة على الأرض، فوقع (مالفو) في الفخ وتبادلا إطلاق النار. ثُمّ ذهب (مالفو) إلى المنزل الذي استولى عليه وبدأ بتضميد جرحه ومعالجة كسره. ولكن لسوء حظه فقد رأى (غريملي) السيارة الحمراء واختبأ بالمنزل لحين وصول (مالفو) ليقتله، وحينما وصل (مالفو) خرج (غريملي) من مخبأه وقتل (مالفو). عثرت الشرطة فيما بعد على تسجيل لـ(ليستر) أثناء طلب مساعدة (مالفو) عندما قَتَلَ زوجته. فاكتملت خيوط القضية وبان الحق أخيراً. أما ما بقي من أمر (ليستر) فقد هرب وظلّ هارباً لأسبوعين حتى وجدته في الحديقة الوطنية الجليدية في مونتانا راكباً على دراجته الجليدية هارباً من الشرطة، وجدته الشرطة وظلّت تتبعه حتى وصل إلى منطقة خَطرة وغرق في المياه الجليدية هناك. |                                  |                |           |                     |             |                             |

### الموسم الثاني (2015)
| رقم الحلقة | عنوان الحلقة                       | إخراج                       | من تأليف                       | تاريخ الصدور الرسمي | رمز الإنتاج | تقديرات المشاهدة (بالمليون) |
| ---------- | ---------------------------------- | --------------------------- | ------------------------------ | ------------------- | ----------- | --------------------------- |
| 1          | «Waiting for Dutch»                | مايكل أبندال راندال اينهورن | نوح هاولي                      | 12 أكتوبر 2015      | XFO02001    | 1.59                        |
| 2          | «Before the Law»                   | نوح هاولي                   | نوح هاولي                      | 19 أكتوبر 2015      | XFO02002    | 0.96                        |
| 3          | «The Myth of Sisyphus»             | مايكل أبندال                | بوب ديلورنتس                   | 26 أكتوبر 2015      | XFO02003    | 1.21                        |
| 4          | «Fear and Trembling»               | مايكل أبندال                | ستيف بلاكمان                   | 2 نوفمبر 2015       | XFO02004    | 1.28                        |
| 5          | «The Gift of the Magi»             | جيفري رينر                  | مات ولبرت وبن نيدفي            | 9 نوفمبر 2015       | XFO02005    | 1.13                        |
| 6          | «Rhinoceros»                       | جيفري رينر                  | نوح هاولي                      | 16 نوفمبر 2015      | XFO02006    | 1.15                        |
| 7          | «Did you do this? No, you did it!» | كيث جوردن                   | نوح هاولي ومات ولبرت وبن نيدفي | 23 نوفمبر 2015      | XFO02007    | 1.24                        |
| 8          | «Loplop»                           | كيث جوردن                   | بوب ديلورنتس                   | 30 نوفمبر 2015      | XFO02008    | 1.32                        |
| 9          | «The Castle»                       | آدم أركن                    | نوح هاولي وستيف بلاكمان        | 7 ديسمبر 2015       | XFO02009    | 1.31                        |
| 10         | «Palindrome»                       | آدم أركن                    | نوح هاولي                      | 14 ديسمبر 2015      | XFO02010    | 1.82                        |

### الموسم الثالث (2017)
| رقم الحلقة | عنوان الحلقة                         | إخراج         | من تأليف                        | تاريخ الصدور الرسمي | رمز الإنتاج | تقديرات المشاهدة (بالمليون) |
| ---------- | ------------------------------------ | ------------- | ------------------------------- | ------------------- | ----------- | --------------------------- |
| 1          | «The Law of Vacant Places»           | نوح هاولي     | نوح هاولي                       | 19 أبريل 2017       | XFO03001    | 1.42                        |
| 2          | «The Principle of Restricted Choice» | مايكل أوبندهل | نوح هاولي                       | 26 أبريل 2017       | XFO03002    | 1.06                        |
| 3          | «The Law of Non-Contradiction»       | جون كاميرون   | مات ولبرت وبن نيديفي            | 3 مايو 2017         | XFO03003    | 1.17                        |
| 4          | «The Narrow Escape Problem»          | مايكل أوبندهل | مونيكا بيليسكي                  | 10 مايو 2017        | XFO03004    | 1.05                        |
| 5          | «The House of Special Purpose»       | ديربهلا والش  | بوب ديلورنتيس                   | 17 مايو 2017        | XFO03005    | 0.98                        |
| 6          | «The Lord of No Mercy»               | ديربهلا والش  | نوح هاولي                       | 24 مايو 2017        | XFO03006    | 1.04                        |
| 7          | «The Law of Inevitability»           | مايك باركر    | نوح هاولي ومات ولبرت وبن نيديفي | 31 مايو 2017        | XFO03007    | 1.03                        |
| 8          | «Who Rules the Land of Denial?»      | مايك باركر    | نوح هاولي ومونيكا بيليتسكي      | 7 يونيو 2017        | XFO03008    | 1.14                        |
| 9          | «Aporia»                             | كيث غوردون    | نوح هاولي وبوب ديلورنتيس        | 14 يونيو 2017       | XFO03009    | 1.19                        |
| 10         | «Somebody to Love»                   | كيث غوردون    | نوح هاولي                       | 21 يونيو 2017       | XFO03010    | 1.22                        |